# Apostolisches Vikariat Nepal
Das Apostolische Vikariat Nepal (lat.: Apostolicus Vicariatus Nepalianus) ist ein in Nepal gelegenes römisch-katholisches Apostolisches Vikariat mit Sitz in Kathmandu. 

## Geschichte

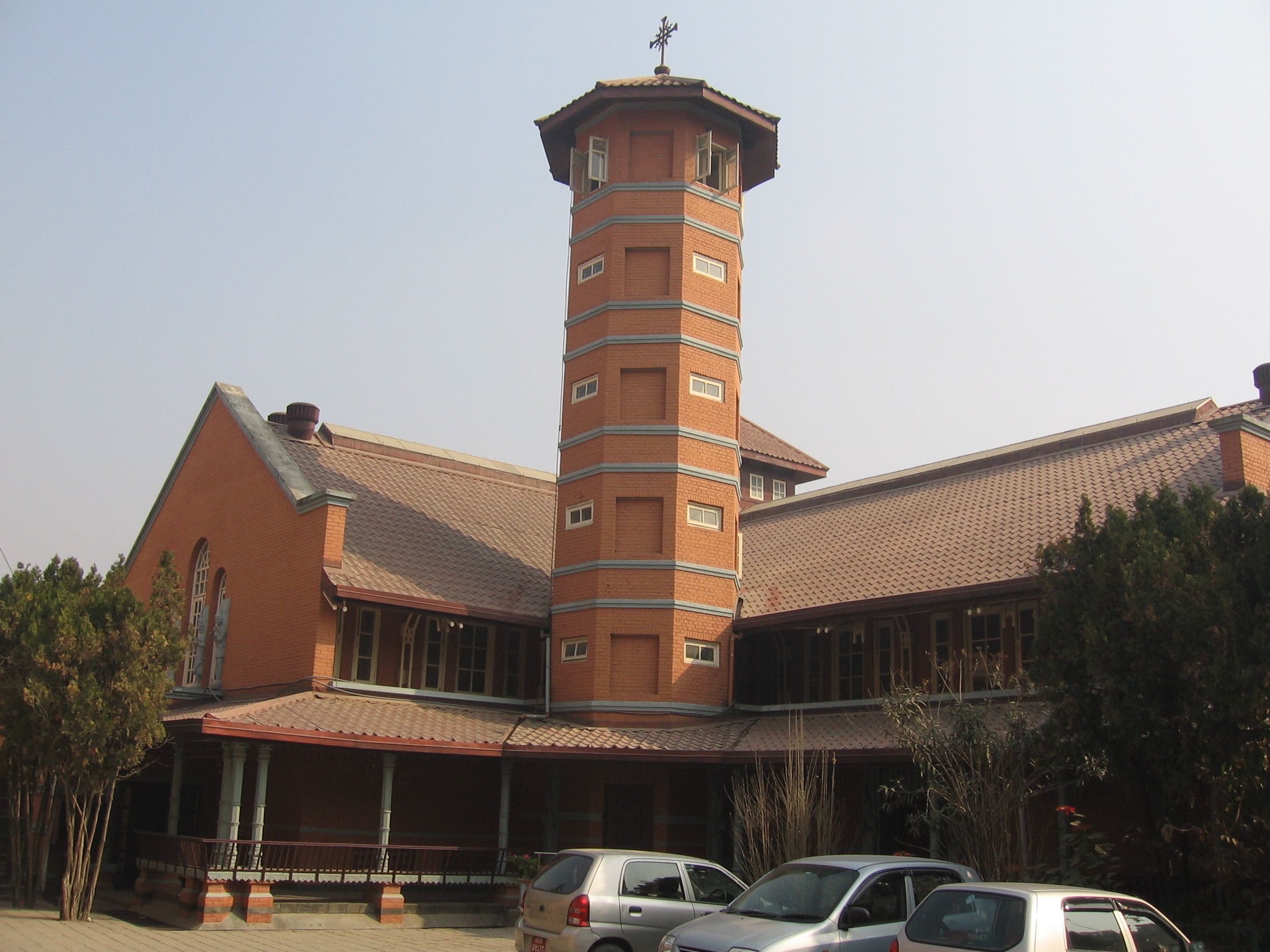
Kathedrale in Kathmandu

Papst Johannes Paul II. gründete die Mission sui juris Nepal am 7. Oktober 1983 aus Gebietsabtretungen des Bistums Patna. Mit der Bulle Cuncta disponere  wurde sie am 8. November 1996 zur Apostolischen Präfektur erhoben.
Am 10. Februar 2007 wurde sie zum Apostolischen Vikariat mit der Bulle Ad aptius consulendum erhoben.

## Apostolische Vikare
- Anthony Francis Sharma SJ (2007–2014, zuvor seit 1984 Apostolischer Superior, ab 1996 Apostolischer Präfekt)
- Paul Simick (2014–2024, dann Bischof von Bagdogra)
  - Sedisvakanz seit 9. November 2024